# Wilhelm Gesellius

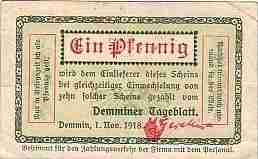
Notgeld des Demminer Tageblatts (1918) mit der Unterschrift von Wilhelm Gesellius

Wilhelm Gesellius (* 3. März 1872 in Demmin; † 28. September 1935 ebenda) war ein deutscher Zeitungsverleger.

## Leben

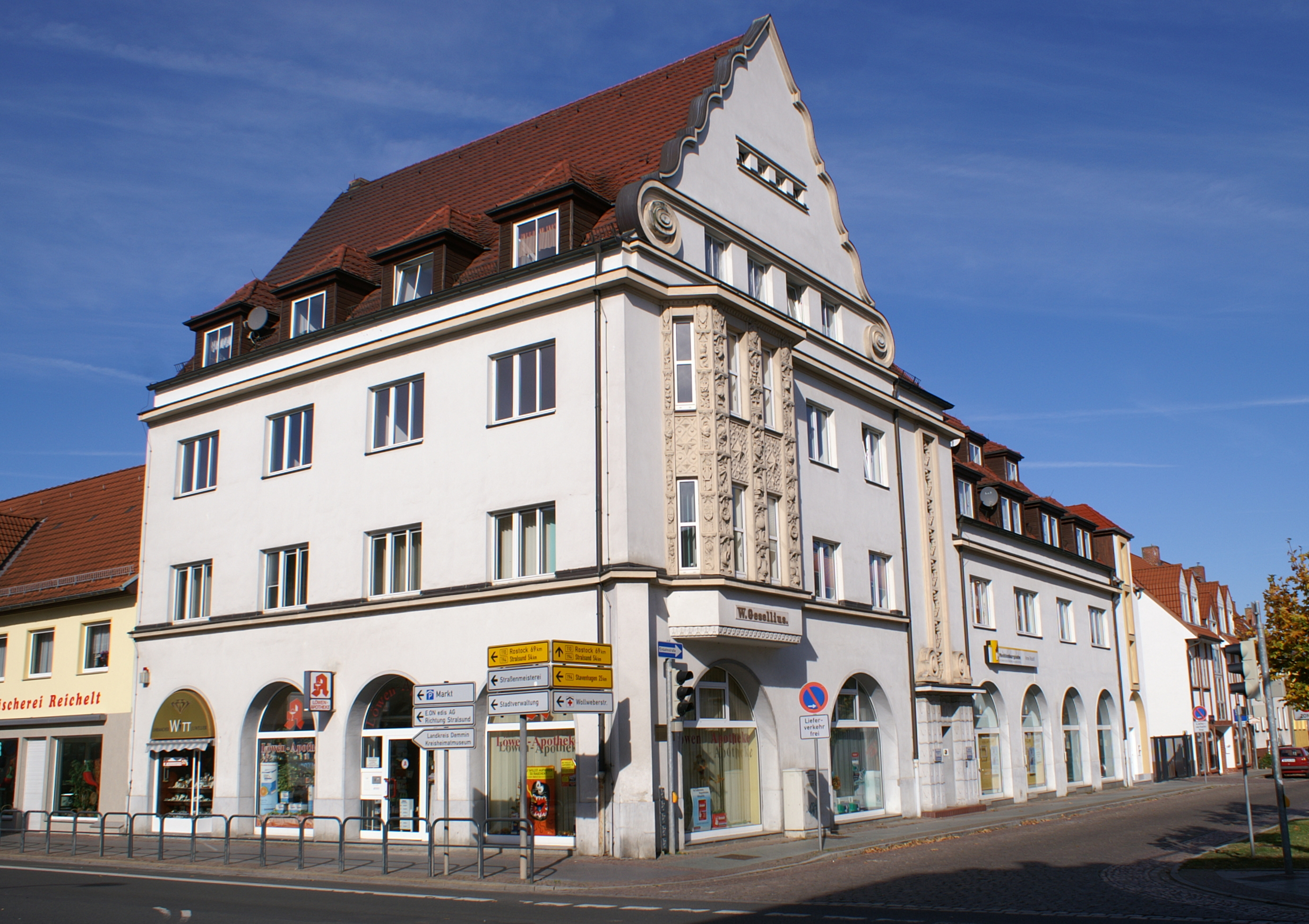
Geselliushaus im Demmin

Gesellius wuchs in Demmin auf, wo seine Familie seit 1860 ansässig war und sein Vater, Wilhelm Gesellius (1841–1910), eine 1832 von seinem Großvater, Wilhelm Gesellius (1813–1893), gegründete Buchdruckerei betrieb und als Verleger unter anderem das Demminer Tageblatt herausgab.
Nach dem Abitur auf dem Demminer Gymnasium 1891 studierte Gesellius an der Universität Breslau Rechtswissenschaft. Als Student wurde er noch Ende 1891 Mitglied des Corps Silesia Breslau. Nach vier Semestern ging er 1893 nach Tübingen, wo er auch beim Corps Franconia Tübingen aktiv wurde. Danach studierte er noch in Berlin und zuletzt in Greifswald. Nach dem Referendarexamen in Stettin begann er 1897 seine berufliche Laufbahn bei der Staatsanwaltschaft in Wiesbaden. Gleichzeitig stellte er seine bereits in Greifswald begonnene Dissertation fertig und promovierte 1898 zum Dr. iur. Im Jahr 1901 erkrankte der Vater von Gesellius. Daraufhin beendete Wilhelm seine Tätigkeit als Staatsanwalt, kehrte nach Demmin zurück und übernahm die Leitung der väterlichen Unternehmen. Bereits in seiner Breslauer Studentenzeit Einjährig-Freiwilliger im 6. Feldartillerieregiment nahm Gesellius am Ersten Weltkrieg als Hauptmann und Batterieführer teil, unter anderem an der Schlacht bei Tannenberg (1914). Gesellius war ehrenamtlich Abgeordneter des Kreistages sowie Stadtverordneter und Stadtrat in Demmin. Kurz vor seinem Tod beauftragte er den Architekten Friedrich Brinkmann mit der Errichtung eines Büro- und Geschäftshauses, dem sogenannten Geselliushaus.

## Auszeichnungen
Als Ehrung für seine ehrenamtliche politische Tätigkeit und für sein Engagement um den Bau eines Sportstadions in Demmin wurde ein zentraler Platz in Demmin Gesellius-Platz genannt.

## Schriften
- Der Arrestbruch (§ 137 des Reichsstrafgesetzbuches). Greifswald 1898. (Dissertation)